# Bentonyx sidensis
Il bentonice (Bentonyx sidensis) è un rettile estinto appartenente ai rincosauri. Visse nel Triassico medio (Anisico, circa 245 - 243 milioni di anni fa) e i suoi resti fossili sono stati ritrovati in Europa.

## Descrizione
Questo animale doveva essere vagamente simile a una tozza lucertola di grosse dimensioni: il cranio era lungo una dozzina di centimetri, ed è probabile che l'animale intero non raggiungesse il metro di lunghezza. Il cranio era largo nella parte posteriore, mentre le premascelle formavano una struttura simile a un becco; erano presenti anche larghe piastre dentarie con numerose file di denti; la mandibola era molto profonda. 
Rispetto all'affine Fodonyx, Bentonyx possedeva un margine posteriore del cranio più stretto, un ramo rostrale dell'osso jugale più sottile e le piastre dentarie delle ossa mascellari erano lunghe più della metà della lunghezza del palato. Rispetto agli altri rincosauri, Bentonyx era inoltre dotato di una depressione arrotondata sulla superficie ventrale del basisfenoide e tuberi basali eccezionalmente grandi. 

## Classificazione
Bentonyx è un membro piuttosto derivato dei rincosauri, un gruppo di rettili arcosauromorfi dalle attitudini erbivore e dotati di una sorta di "becco" formato dalle ossa mascellari e premascellari, tipici del Triassico. Secondo alcune indagini filogenetiche riguardanti l'evoluzione del gruppo, Bentonyx in particolare sembrerebbe essere stato in una posizione basale rispetto a un clade comprendente l'affine ma più derivato Fodonyx, Isalorhynchus e Hyperodapedon. 
Bentonyx sidensis è noto per un cranio inizialmente assegnato alla specie Rhynchosaurus spenceri (poi divenuta Fodonyx spenceri); in seguito, questo cranio fu attribuito non solo a una specie a sé stante, ma anche a un genere a sé stante, Bentonyx sidensis, sulla base di alcune autapomorfie e sulla base di alcune caratteristiche più arcaiche rispetto a Fodonyx. Il cranio proviene dalla zona di Pennington Point, nei pressi di Peak Hill nella formazione Otter Sandstone nel Devon, in Inghilterra.